# Babs (voiture de record)
Pour les articles homonymes, voir Babs.
Babs était la voiture de records de vitesse sur terre construite et pilotée par John Parry-Thomas. Elle est propulsée par un moteur d'avion Liberty de 27 litres de cylindrée.

## Origines
Babs s'appelait initialement « Chitty 4 » et était l'une des voitures à moteur d'avion du comte Louis Zborowski nommée « Chitty Bang Bang ». Comme elle fut construite dans le domaine de Zborowski de Higham Parc près de Canterbury, elle fut aussi nommée « Higham Spécial ».
À l'aide d'un moteur d'avion Liberty de 27 litres de cylindrée, développant 450 cv (340 kW), avec une boîte de vitesses et un entraînement par chaîne d'une Blitzen Benz d'avant-guerre, c'était la voiture de course de la plus grande cylindrée ayant jamais couru à Brooklands. Pas encore terminée au moment de la mort de Zborowski en 1924, elle fut rachetée à sa succession par J. G. Parry-Thomas pour la somme de 125 £.

## Parry-Thomas
Parry-Thomas rebaptise la voiture Babs et la reconstruit avec quatre carburateurs Zenith et des pistons de sa propre conception. En avril 1926, il bat les records de vitesse sur terre à 273,23 km/h à son bord.
Babs utilisait des chaînes exposées (couvertes par un carénage) pour transmettre la puissance aux roues motrices. Il fut dit que le haut capot moteur obligeait Parry-Thomas à conduire la tête de côté, mais des photographies montrent que le pilote pouvait voir droit devant lui.

## Fin tragique, ensevelissement de la voiture
Plus tard, au cours d'une tentative de record à Pendine Sands au pays de Galles le 3 mars 1927, Parry-Thomas perd le contrôle de la voiture à une vitesse supérieure à 160 km/h. La voiture se retourne et le pilote est presque décapité ainsi que partiellement brûlé. À la suite de l'enquête du médecin légiste sur la mort de Thomas, les sièges de Babs sont retirés, le verre des cadrans brisé, et la voiture ensevelie dans le sable des dunes à Pendine,.
À l'époque, on pense que Thomas a été décapité par la chaîne de transmission. L'enquête à la récupération de l'épave montre que la roue arrière droite s'était brisée, entraînant le renversement de Babs.

## Restauration

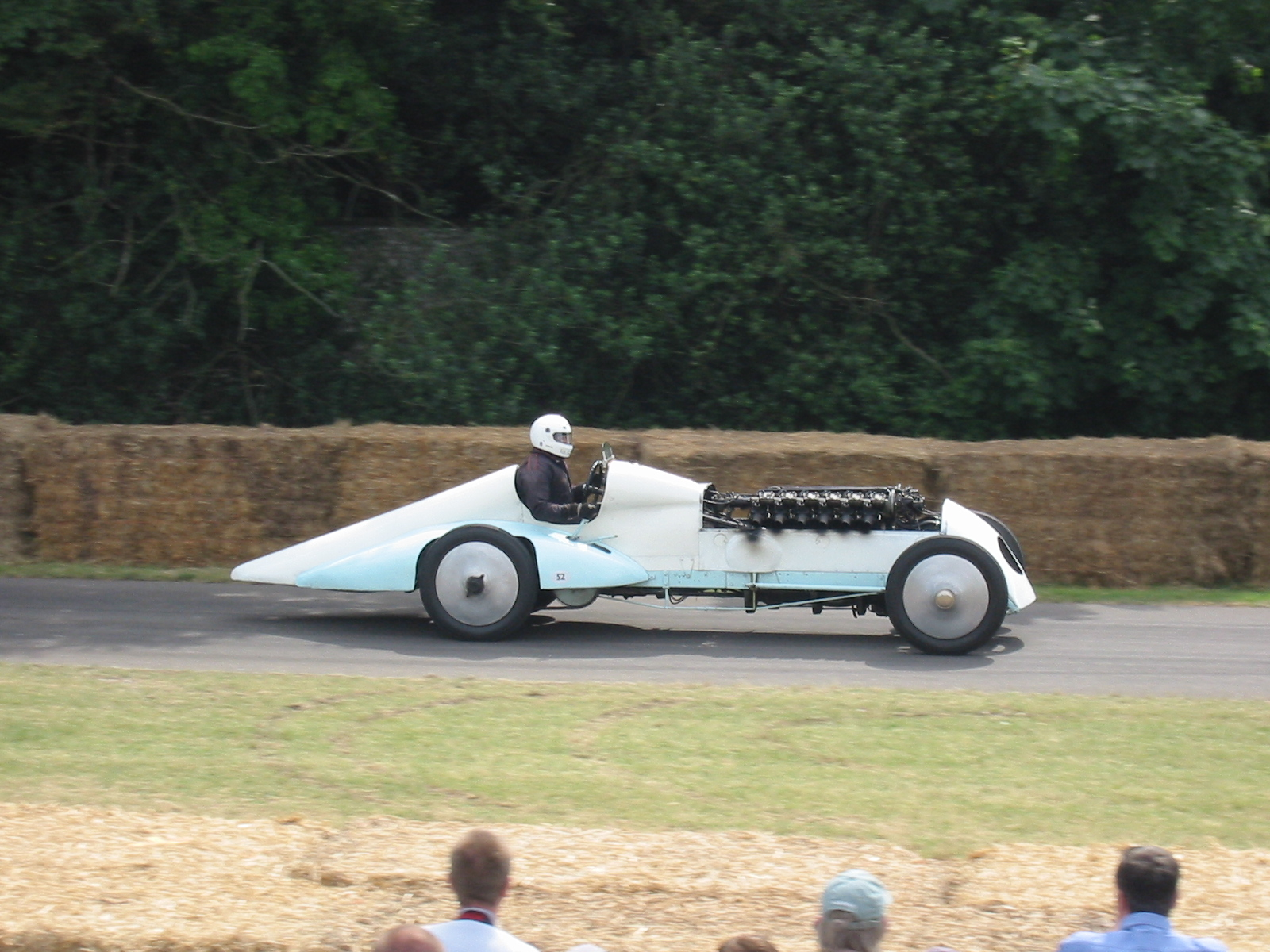
Restaurée, à Goodwood en 2005

En 1967, Owen Wyn Owen décida d'exhumer et de restaurer Babs. Le site de l'enterrement fut identifié à partir de photographies anciennes, mais il se trouvait dans le périmètre de l'actuel site de lancement de fusées. Les autorités militaires accordèrent l'autorisation de fouilles, à la condition que les plus proches parents de Parry-Thomas n'aient pas d'objection. Il fallut deux ans à Wyn Owen pour trouver un parent vivant, un neveu à Walsall, et l'épave put être récupérée. Cette exhumation fut controversée à l'époque, moins après le succès de la restauration. L'opinion dominante était que l'épave ne serait pas utilisable et deviendrait une misérable pièce de musée. Peu s'attendaient à ce que l'épave ressemble un jour à une voiture, encore moins à ce qu'elle soit en état de marche.[réf. nécessaire]
La voiture était en effet dans un état épouvantable. Une grande partie de la carrosserie avait rouillé, donc une nouvelle carrosserie dut être construite, récupérant si possible l'existant matériel d'origine. Mais la mécanique de l'engin de course était en bon état. Lorsque les pièces ne pouvaient pas être utilisées, elles étaient suffisamment bien conservées pour servir de modèle. Le moteur était récupérable, mais beaucoup de nouvelles pièces durent être fabriquées à partir des plans originaux.[réf. nécessaire]
La voiture fut essayée avec succès sur Le Helyg au début des années 1970. Le test consistait à remorquer Babs par la Land Rover du propriétaire du garage local (Dafydd Hughes et son mécanicien Allan Hughes), jusqu'à 60 miles/heure (97 km/h), puis à mettre Babs en prise afin de lancer le moteur. La démultiplication était tellement élevée que le remorquage était la seule façon de démarrer Babs. La voiture réussit ensuite une démonstration face à la presse et à la télévision mondiales sur une base aérienne près de RAF Valley (en), Anglesey.[réf. nécessaire]
Les travaux de restauration eurent lieu dans le garage d'Owen à Capel Curig, et, Babs est maintenant[Depuis quand ?] exposée au Musée de la Vitesse de Pendine pendant les mois d'été,,. La voiture roula au Centenaire de Brooklands en 2007.
En 1999, Owen reçut le trophée Tom Pryce, gravé avec les mots Atgyfodwr Babs (« Résurrecteur de Babs » en gallois). Après la mort d'Owen en 2012, la voiture est conduite par son fils Gerraint.[réf. nécessaire]

La Babs restaurée
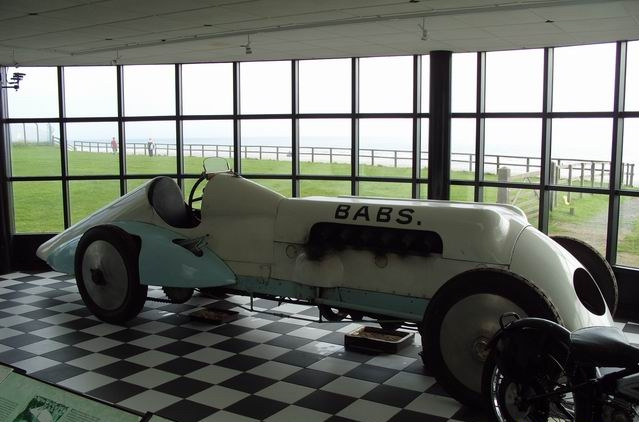
La Babs au Pendine Speed Museum.
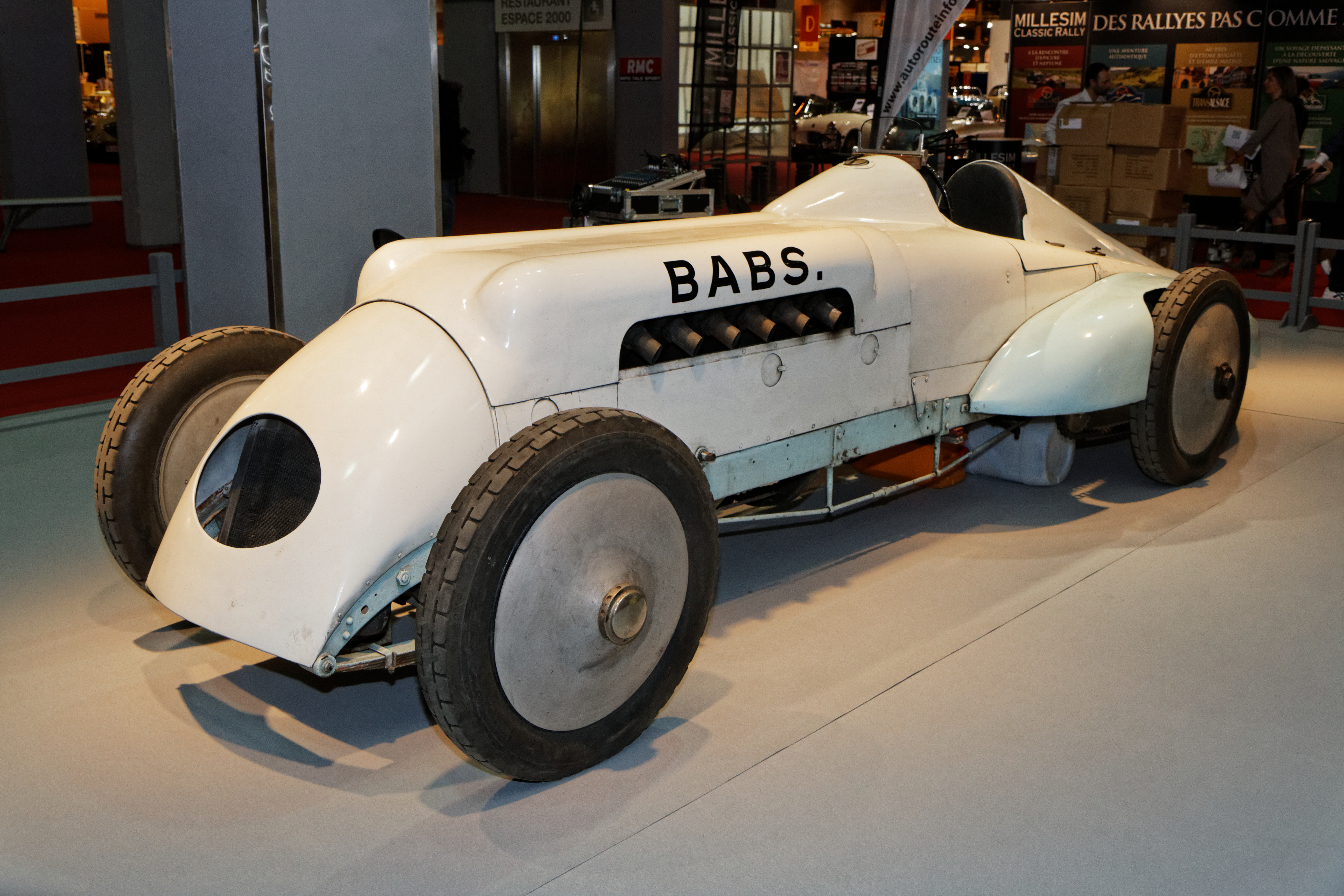
Babs restaurée, au salon Retromobile de Paris (2014);
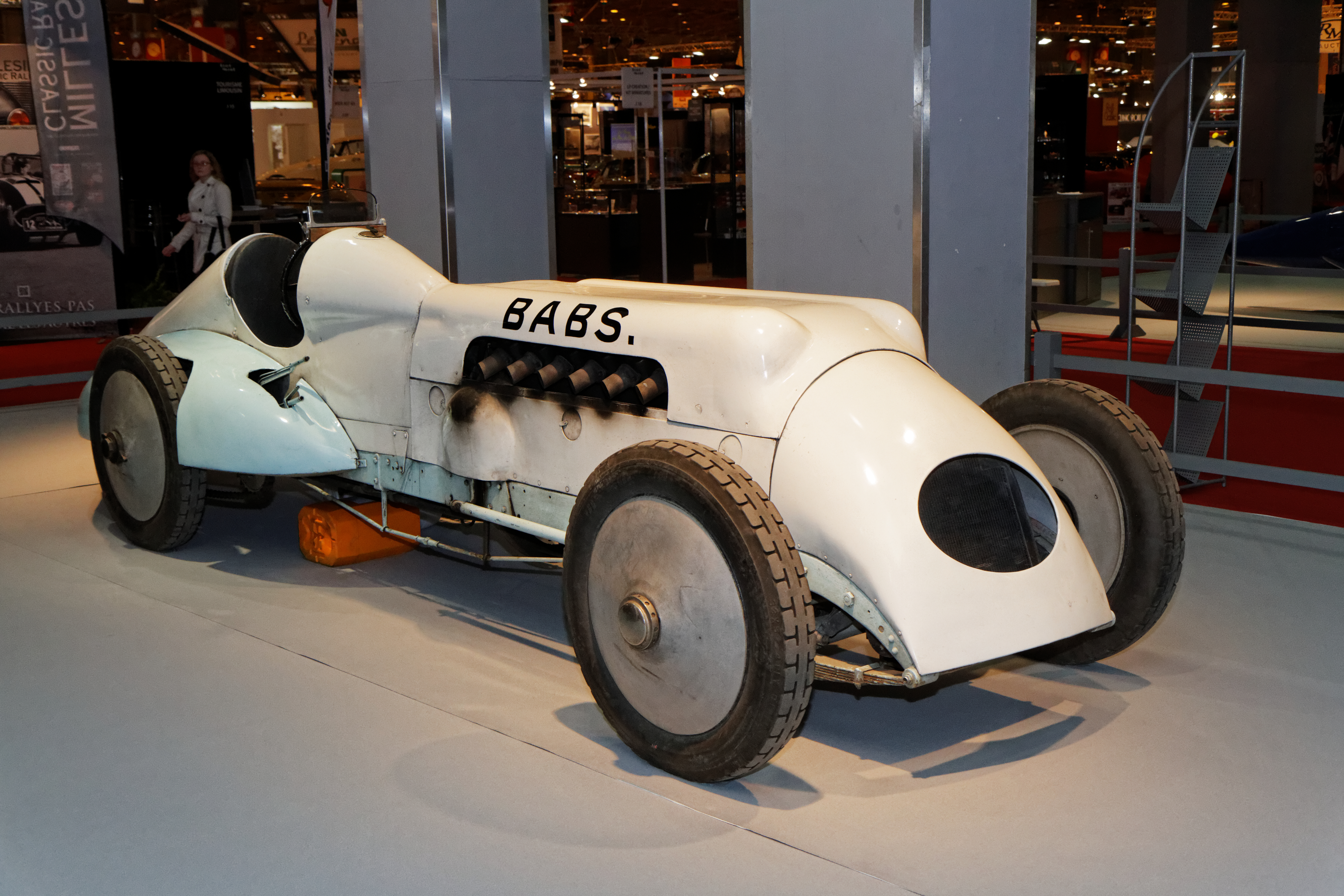
Vue latérale
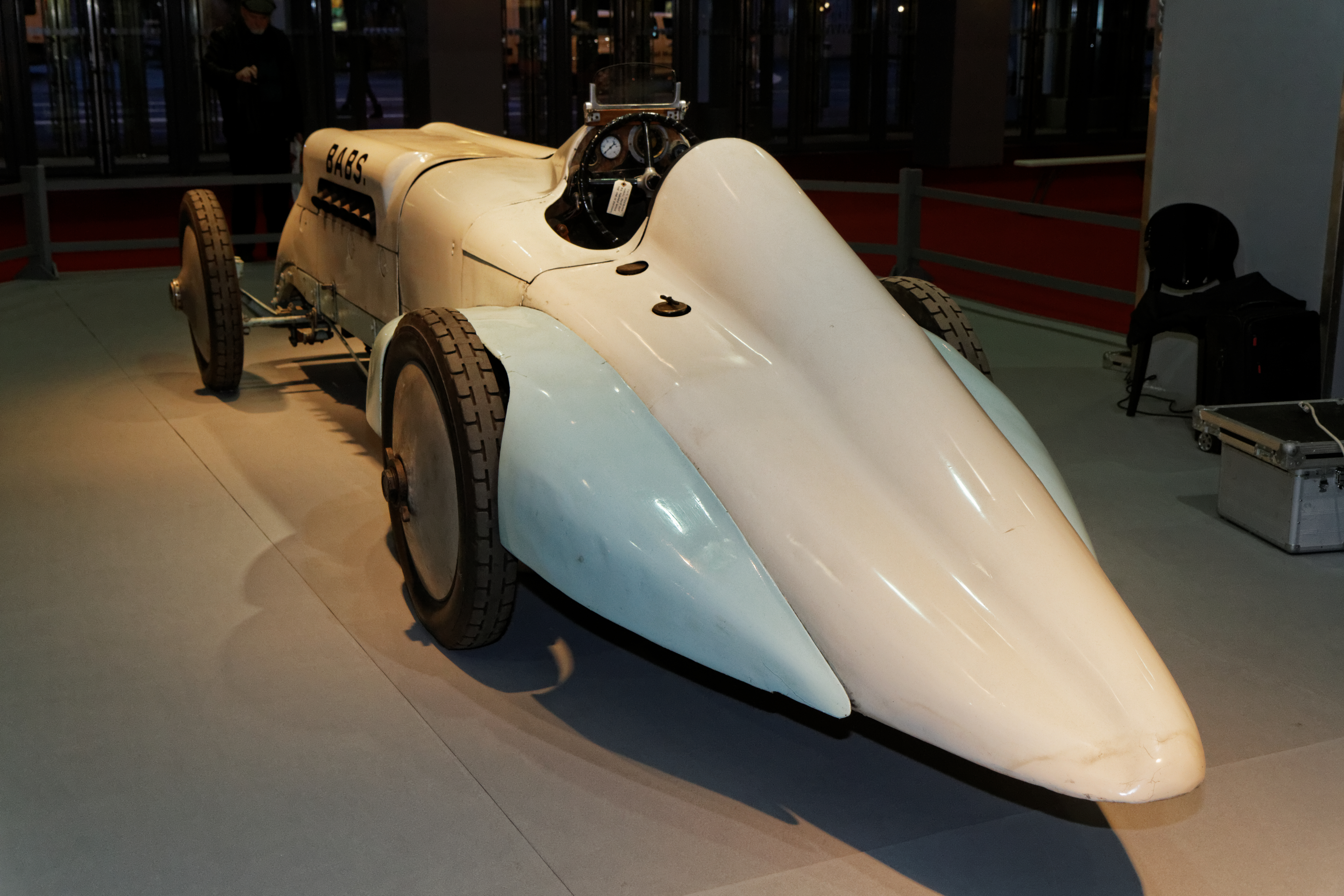
Vue Arrière